# Attention (Ulrikke Brandstorp)
Attention è un singolo della cantante norvegese Ulrikke Brandstorp, pubblicato il 31 gennaio 2020 da Ulrikke Records.
Dopo aver vinto il Melodi Grand Prix 2020 avrebbe dovuto rappresentare la Norvegia all'Eurovision Song Contest 2020, prima che l'evento venisse cancellato a causa della pandemia di COVID-19.

## Composizione e pubblicazione
In un'intervista al quotidiano norvegese Dagsavisen la cantante ha raccontato di aver incontrato Christian Ingebrigtsen durante il programma Allsang på Grensen nell'estate del 2019, per poi incontrare Kjetil Mørland nell'autunno dello stesso anno attraverso Ingebrigtsen. I tre hanno quindi deciso di scrivere il brano che è stato registrato nel 2019 per essere inviato all'emittente norvegese NRK per prendere parte al Melodi Grand Prix 2020. Il singolo è stato pubblicato il 31 gennaio 2020 dall'etichetta omonima della cantante, Ulrikke Records, in formato digitale e streaming, ed è stato prodotto da Ingebrigtsen e Mørland stessi. Successivamente la cantante ha pubblicato anche la versione acustica dal vivo il 7 febbraio 2020, e il remix del disc jockey tedesco Klaas Gerling il 15 maggio 2020.

## Descrizione
Melodicamente il brano si presenta come una sentimental ballad dove prevalgono strumenti come il violino e il violoncello. Il testo, interamente in inglese, parla delle "strane" azioni che si compiono pur di ricevere l'attenzione di qualcun altro e si domanda se sia o meno giusto cambiare per amore.
I'm not myself doing what I do

I know I may have hurt someone I love along the way

It wasn't my intention

I lost myself doing what I do»
Non sono me stessa facendo ciò che faccio

So che potrei aver ferito qualcuno a cui tengo lungo il sentiero

Non era mia intenzione

Ho perso me stessa facendo quello che faccio»

## Tracce
Download digitale
1. Attention – 3:00

Download digitale (esibizione acustica dal vivo)
1. Attention (esibizione acustica dal vivo) – 2:59

Download digitale (Klaas Remix)
1. Attention (Klaas Remix) – 3:10
2. Attention – 3:00

## Classifiche
| Classifica (2020) | Posizione massima |
| ----------------- | ----------------- |
| Norvegia          | 3                 |